# اريك موريس
اريك موريس (بالإنجليزية: Eric Morris)‏ (15 أبريل 1940 في المملكة المتحدة - 1 يناير 2011) هو لاعب كرة قدم بريطاني في مركز الظهير. لعب مع نادي تشستر سيتي.

## وصلات خارجية
- اريك موريس على موقع عالم كرة القدم.نت (الإنجليزية)